# Alpenus thomasi
Alpenus thomasi är en fjärilsart som beskrevs av Watson 1988. Alpenus thomasi ingår i släktet Alpenus och familjen björnspinnare. Inga underarter finns listade i Catalogue of Life.